# Wojciech Święcicki (konfederat barski)
Wojciech Święcicki herbu Jastrzębiec – chorąży radomski w latach 1779–1793, podstoli wiślicki w latach 1773–1779, cześnik wiślicki w 1773 roku, łowczy wiślicki w latach 1763–1773, podstarości i sędzia grodzki radomski, porucznik pancernych, członek konfederacji barskiej w 1769 roku,  komisarz Komisji Dobrego Porządku województwa sandomierskiego.
W 1764 roku wyznaczony przez konfederację do lustracji dóbr królewskich i innych dóbr w powiatach radomskim, opoczyńskim i chęcińskim oraz ziemi stężyckiej województwa sandomierskiego. Poseł i sędzia sejmowy z województwa sandomierskiego na sejm 1776 roku. Poseł na sejm 1780 roku z województwa sandomierskiego. Był komisarzem Sejmu Czteroletniego z powiatu radomskiego województwa sandomierskiego do szacowania intrat dóbr ziemskich w 1789 roku. W 1790 roku był członkiem Komisji Porządkowej Cywilno-Wojskowej województwa sandomierskiego dla powiatu radomskiego.